# Ophiusa obscura
Ophiusa obscura är en fjärilsart som beskrevs av Rudolf Pinker 1979. Ophiusa obscura ingår i släktet Ophiusa och familjen nattflyn. Inga underarter finns listade i Catalogue of Life.